# 篠崎村
篠崎村（しのざきむら）とは、東京府南葛飾郡にかつて存在した村である。現在の江戸川区の東部に位置していた。江戸川区の地名として現存する。

## 沿革
- 1889年（明治22年）5月1日 - 町村制の施行に伴い、上鎌田村、伊勢屋村、上篠崎村、下篠崎村、笹ヶ崎村の全域と、鹿骨村の一部（残部は一之江村、鹿本村に編入）が合併して発足。
- 1932年（昭和7年）10月1日 - 南葛飾郡全域が東京市に編入。篠崎村の区域は江戸川区となる。

## 現在の地名
上篠崎、北篠崎、篠崎町、下篠崎町、東篠崎、東篠崎町、南篠崎町（いずれも大体の範囲。西篠崎は旧鹿本村）